# 井野碩哉
井野 碩哉（いの ひろや、1891年〈明治24年〉12月12日 - 1980年〈昭和55年〉5月19日）は、日本の政治家、官僚。位階は正三位、勲等は勲一等。
拓務大臣（第22代）、農林大臣（第20代）、衆議院議員（1期）などを歴任。その後、公職追放となり、その解除を経て、法務大臣（第13代）、裁判官弾劾裁判所裁判長（第30代）、参議院議員（3期）などを務めた。兄は満洲国最高法院長の井野英一。

## 来歴・人物
東京府東京市（後の東京都）日本橋区出身。東京開成中学、一高、東京帝国大学卒業後、農商務省官僚となる。
農林省蚕糸局長を経て、1937年（昭和12年）に企画庁創立に伴い企画庁次長（初代）となる。その後、農林次官に就任。1941年（昭和16年）、近衛内閣に農林大臣として初入閣。東条内閣でも引き続き農林大臣に就任。東条内閣では拓務大臣も兼務した。1942年（昭和17年）4月30日の第21回衆議院議員総選挙に立候補して初当選をした。1945年（昭和20年）、護国同志会結成に参画。
戦後、1945年9月11日にA級戦犯容疑者として逮捕されるが、その後釈放。その間の同年12月1日に衆議院議員を辞職した。横浜・巣鴨の監獄に収容されていた際は、賀屋興宣らと囲碁を楽しんだという。
公職追放の解除後の、1953年（昭和28年）の第3回参議院議員通常選挙で三重県選挙区から無所属で立候補して初当選した。岸信介系の参議院議員として政界に復帰した。緑風会を経て、1957年（昭和32年）8月に自民党に入党した。1959年（昭和34年）、第2次岸内閣改造内閣で法務大臣に就任した。
1965年（昭和40年）4月の春の叙勲で勲一等に叙され、瑞宝章を受章する。1967年（昭和42年）、裁判官弾劾裁判所裁判長に就任した。
1971年（昭和46年）に政界を引退した後に、皇學館大学と学校法人皇學館の理事長に就任した。1978年（昭和53年）に、自叙伝「藻汐草―井野碩哉自叙伝」を著した。
1972年（昭和47年）4月の春の叙勲で旭日大綬章を受章する。
1980年（昭和55年）5月19日、腎不全のため死去した。88歳没。同月23日、特旨を以て位一級を追陞され、従三位から正三位に叙された。墓所は杉並区築地本願寺和田堀廟所。

## 備考
- 昭和天皇の即位の礼（即位式典）に際しては、大礼使典儀官として衣冠束帯を着用して参列。約半世紀経て、NHKの取材で思い出を語るとともに、象徴天皇制を批判した。
- 1942年（昭和17年）に、農相として食糧管理法を成立させた。
- 1969年、新宿駅東側に「新宿民衆駅ビル」（現・ルミネエスト）を建てる。
- 日本共産党員で、農民運動全国連合会顧問を務めた井野隆一は息子。またルミネエストに「民衆駅ビル」当時から店を構えるビア&カフェBERGのオーナー店長・井野朋也は孫（父は詩人の北野恭）[2]。
- 大甥（妹の孫）に歌手で俳優・声優のささきいさおがいる[8][9]。

## 井野碩哉を演じた人物
- 柳田豊（山河燃ゆ、1984年）

## 主な著書
- 藻汐草―井野碩哉自叙伝（暁山会、実業之日本出版部、1978年）
　※復刻版が2000年（平成12年）に大空社で刊行。

## 栄典
- 1965年（昭和40年）4月29日 - 勲一等瑞宝章[10]
- 1972年（昭和47年）4月29日 - 勲一等旭日大綬章